# SHOOTING STAR (HIMの曲)
「SHOOTING STAR」（シューティング・スター）は、1996年5月2日発売のHIMの5枚目のシングル。表題曲は1999年に八反安未果にカバーされている。

## 解説
8cmCDシングル（短冊型）形態でリリース。ジャケットに初めてメンバーが登場した。
HIMのシングルとしては初めて、表題曲のリミックス（ANOTHER VERSION含む）並びにオリジナル・カラオケ以外のオリジナル楽曲がカップリングとして収録された。表題曲「SHOOTING STAR」にダブル・タイアップが付き、カップリング曲「LOVE GOES」にもタイアップが付いた。
1999年に八反安未果が同タイトルでカバーし、リリースしている（後述)。

## 収録曲
1. SHOOTING STAR
（作詞:HIM,HIMW / 作曲:HIM / 編曲:Y.MIZUSHIMA）
2. LOVE GOES
（作詞:HIM,HIMK / 作曲:HIM / 編曲:Y.MIZUSHIMA）
3. SHOOTING STAR(ORIGINAL KARAOKE)
（作曲:HIM / 編曲:Y.MIZUSHIMA）
4. LOVE GOES(ORIGINAL KARAOKE)
（作曲:HIM / 編曲:Y.MIZUSHIMA）

## タイアップ
- 「SHOOTING STAR」

TBS系TV『ランク王国』オープニングテーマ / ミナミスポーツ CMソング
- 「LOVE GOES」

松竹富士配給映画『劇場版 魔法陣グルグル』エンディングテーマ

## 収録アルバム
- HIM 2ndアルバム『HIMIX A2Z』（1997年6月21日）
  - ORIGINAL MIX+STARDUST MIX
- コンピレーションアルバム『MAX JAPAN 3』（1996年11月11日）
  - ORIGINAL MIX (M-10)

## 八反安未果のカバー
八反安未果が1999年5月26日にカバーし、3枚目のシングルとしてリリース。オリコン週間チャートに10位で初登場を飾り、売り上げ・順位共に八反の自己最高セールスとなった（世間一般的にはHIMのカバー曲という認知が薄く、八反安未果のオリジナルとしての知名度が高い）。TBS系ドラマ『L×I×V×E』の主題歌として起用され、八反は、この曲で第41回日本レコード大賞最優秀新人賞を受賞した。
収録曲 　
1. SHOOTING STAR
作詞：HIMW、伊秩弘将  作曲：伊秩弘将　編曲：水島康貴
2. アールグレイ
作詞・作曲：伊秩弘将　編曲：水島康貴
3. SHOOTING STAR（Instrumental）

収録アルバム 　
- 『Autumn Breeze』

## その他のカバー
2013年、パチンコ＆スロットホール「シンザン」グループのCMソングとして起用された。歌唱は真城めぐみで、曲調は原曲とは違いサンバ調に編曲されている。